# Oogcontact

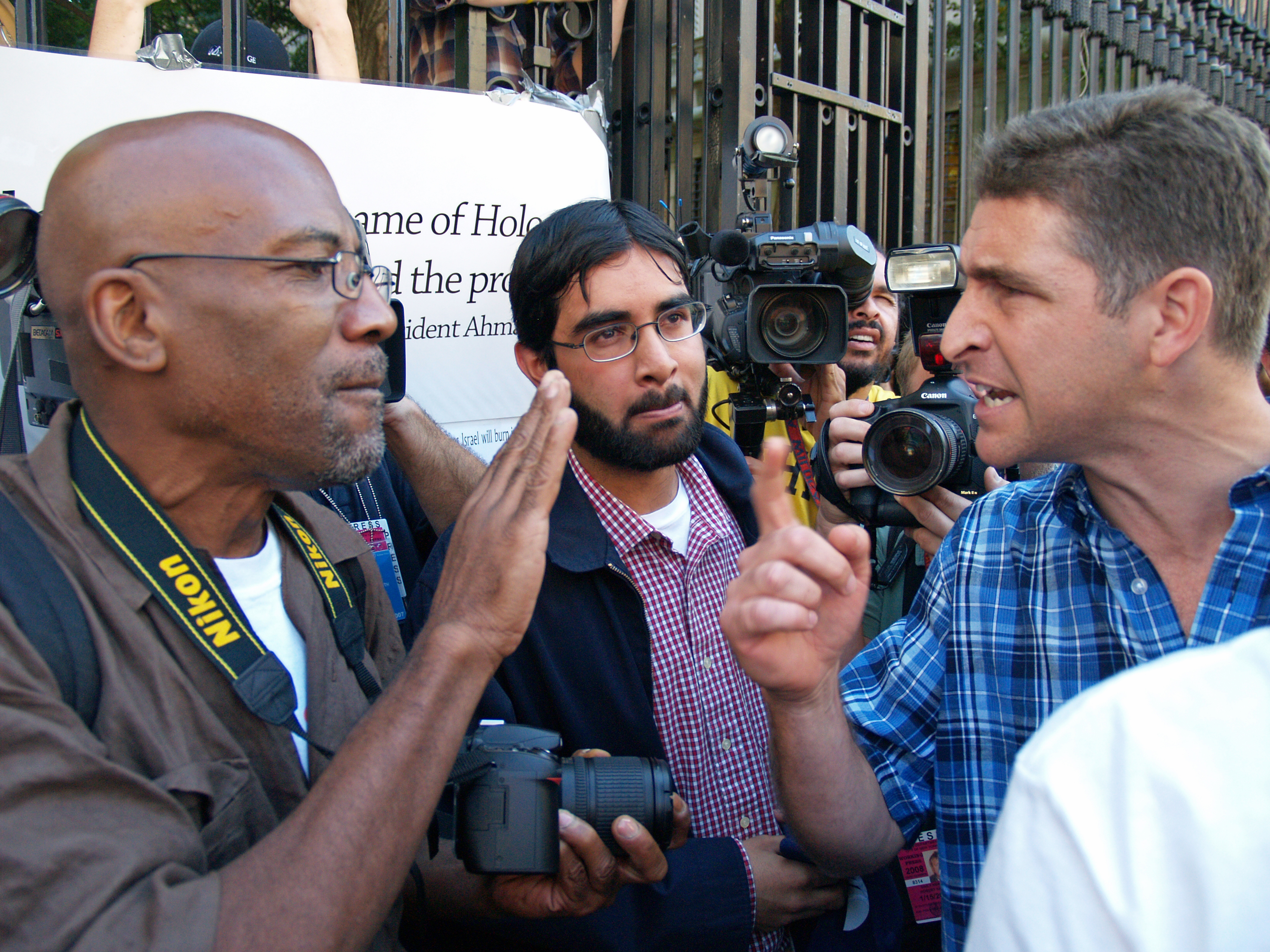
Twee mannen hebben oogcontact gedurende een politiek debatje

Oogcontact is het elkaar aankijken (in de ogen kijken) van twee personen tijdens een (vluchtige) ontmoeting. Het is een vorm van non-verbale communicatie.
Door middel van oogcontact zijn emoties, intenties, zelfverzekerdheid, zwakten en meer informatie, naast de normale communicatie die er meestal is, te herkennen. Veelal duurt oogcontact maar een paar seconden, of zelfs korter. Vaak wordt dan even naar iets anders gekeken, om vervolgens weer even oogcontact te maken. Dit heeft ook te maken met of iemand zelfverzekerd, dan wel onzeker is. Zo kan iemand die zeer zelfverzekerd is, iemand strak aan blijven kijken, zonder 'weg te kijken', wat die ander weer onzeker kan maken. Ook kan 'het wegkijken op een bepaald moment', binnen een gesprek, duiden op 'onjuiste informatie', of zelfs een leugen. Het oogcontact tussen (met name) mensen van het verschillende geslacht verloopt anders dan mensen met hetzelfde geslacht. Hier kan bijvoorbeeld ook sprake zijn van 'verleiding door middel van oogcontact' (ofwel 'lonken' of 'verleidelijke blikken uitwisselen').
Sommige mensen (bijvoorbeeld sommigen met het syndroom van Asperger) kunnen door middel van oogcontact de 'micro-expressie' aflezen, en zo de kleinste bewegingen van de ogen herkennen. Deze mensen hebben meestal een grote 'intrapersoonlijke intelligentie' (zie: Howard Gardner). Mensen vinden het meestal prettig als er wél een bepaalde manier van oogcontact is, wanneer men met elkaar spreekt. Het maakt een gesprek persoonlijk, waardoor het contact en de communicatie beter verloopt.
Van mensen met een autismespectrumstoornis weet men dat ze weinig tot geen oogcontact maken, echter zijn daar ook uitzonderingen op, zoals bovengenoemd voorbeeld van iemand met het syndroom van Asperger.